# نازیه کرامت‌الله
نازیه کرامت‌الله (تاجیکی: Нозияи Кароматулло؛ زاده ۷ فوریه ۱۹۸۸) خواننده اهل تاجیکستان است. او به زبان‌های فارسی و اردو آواز می‌خواند. ترانه‌های او بیشتر به فارسی تاجیکی هستند.

## زندگی‌
در ۷ فوریهٔ ۱۹۸۸ در شهر دوشنبه در تاجیکستان زاده شد. او دختر کرامت‌الله قربانف، خوانندهٔ سرشناس تاجیک، و خواهر محمدرفیع کرامت‌الله است.